# Cidra (Cuba)
Cidra es una localidad cubana del municipio de Unión de Reyes, perteneciente a la provincia de Matanzas.

## Historia
Hacia mediados del XIX, la población que se aglutinaba en torno a la estación de ferrocarril que había en el lugar no era fija. El lugar aparece descrito en el primer tomo del Diccionario geográfico, estadístico, histórico, de la isla de Cuba de Jacobo de la Pezuela con las siguientes palabras:

Cidra.=Segundo paradero del ferro-carril de Matanzas y la Sabanilla, en el Part.º de este nombre, J. de Matanzas. Se compone del edificio de la estacion, y de los almacenes y oficinas que están junto á la márgen occidental del río de la Cidra. No tiene vecindario fijo. Dista 3 leguas cubanas al S. E. de la ciudad cabecera, y 2 al N. E. del pueblo y paradero de la Sabanilla cabeza de su Part.º
(Pezuela, 1863, p. 381)

En el año 2002, según el Censo de Población y Viviendas, tenía 2825 habitantes.